# Nicholas Fish

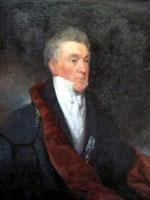
Nicholas Fish

Nicholas Fish (* 28. August 1758 in New York City; † 20. Juni 1833 ebenda) war ein US-amerikanischer Rechtsanwalt, Offizier und Politiker (Föderalistische Partei). Er war mit Elizabeth Stuyvesant, einer Nachfahrin des Peter Stuyvesant, Generaldirektor der Kolonie Nieuw Nederland, verheiratet, und Vater des späteren US-Außenministers Hamilton Fish (1808–1893).

## Frühe Jahre
Nicholas Fish wurde mit 16 Jahren auf dem College of New Jersey aufgenommen, verließ es aber schon bald, um die Rechtswissenschaften in der Kanzlei von John Morin Scott zu studieren. Später war er ein Mitglied der Sons of Liberty.

## Amerikanischer Unabhängigkeitskrieg
Nach Ausbruch des Unabhängigkeitskrieges (1775–1783) trat er in die Kontinentalarmee ein. Im Frühjahr 1776 wurde er zum Aide-de-camp von General Scott ernannt und am 21. Juni des gleichen Jahres zum Major in seiner Brigade. Am 21. November wurde ihm das Kommando über das 2. Regiment aus New York gegeben. Zum Ende des Krieges bekleidete er den Dienstgrad eines Lieutenant Colonel. Während dieser Zeit nahm er an der Schlacht von Saratoga teil, war 1778 Divisionsinspektor unter Friedrich Wilhelm von Steuben und kommandierte dann eine Einheit leichter Infanterie bei der Schlacht von Monmouth. Dann nahm er 1779 an John Sullivans Feldzug gegen die Indianer teil. Danach kämpfte er bei der Schlacht von Yorktown, wo er zum Stab von Lafayette gehörte.

## Weiterer Lebenslauf
Fish wurde 1786 zum Adjutant General von New York ernannt, ein Posten, den er viele Jahre lang bekleidete. Danach wurde er 1794 Supervisor der Bundesfinanzbehörde in New York City. Fish bewarb sich zweimal erfolglos um einen Sitz im US-Repräsentantenhaus. Er wurde zuerst 1804 von Samuel L. Mitchill und dann 1806 von Gurdon S. Mumford besiegt. Danach kandidierte er zweimal erfolglos für das Amt des Vizegouverneurs von New York. Er wurde zuerst 1810 durch den damaligen Amtsinhaber John Broome besiegt und nach dessen Tod bei der Nachwahl von 1811 von DeWitt Clinton, dem damaligen Bürgermeister von New York City. Während des nachfolgenden Britisch-Amerikanischen Krieges (1812–1814) war er Mitglied im City Committee of Defense. Ferner war er zwischen 1806 und 1817 Stadtrat von New York City.
Er wurde auf dem Friedhof der St. Mark’s Church in-the-Bowery in New York City beigesetzt.